# Cryptothelea congregatus
Cryptothelea congregatus är en fjärilsart som beskrevs av Jones 1945. Cryptothelea congregatus ingår i släktet Cryptothelea och familjen säckspinnare. Inga underarter finns listade i Catalogue of Life.